# 아미티빌 2
《아미티빌 2》(영어: Amityville II: The Possession)는 다미아노 다미아니가 감독한 1982년 멕시코와 미국의 초자연 공포 영화이다. 《아미티빌의 저주》(1979)의 속편이자 프리퀄이다. 제임스 올슨, 버트 영, 다이앤 프랭클린 등이 출연하였다.
주 촬영은 전편과 마찬가지로 뉴저지주 톰스리버의 동일한 주택에서 이뤄졌다.
1983년 《아미티빌 3》이 공개되었다.

## 줄거리
이탈리아계 미국인 가족 앤서니와 아내 덜로리스, 자녀 서니, 퍼트리샤, 마크, 잰은 뉴욕주 서퍽군 배빌런시 애미티빌로 이사한다. 이들은 한참 들떠있지만 이 집 지하실은 사실 미지의 장소와 연결돼있고, 악한 존재가 이들을 노리고 있다.
존재는 한밤중에 문을 두드리는가 하면 잰의 방 벽에 메시지를 남긴다. 가톨릭교회를 신성 모독하고 폭력 성향이 있는 앤서니는 이를 아이들 짓으로 여기고 체벌을 가한다.
악령이 들린 서니는 퍼트리샤에게 사진 작가와 누드 모델인 척 놀자고 제안한 뒤 성관계를 맺는다. 악령의 영향은 외면에도 반영되어 서니는 얼굴이 점차 사악하게 변화한다. 서니는 스스로 가족들을 멀리하려 하지만 악령의 힘 때문에 이는 쉽지 않다.
퍼트리샤는 덜로리스가 의지하던 프랭크 신부에게 서니가 악령에 씌인 것 같다고 말하지만 신부는 답하지 않는다. 다 죽여버리라는 악령의 목소리를 들은 서니는 앤서니의 소총으로 앤서니, 덜로리스, 잰, 마크, 퍼트리샤를 쏘아죽인다.
다음날 경찰이 도착하고 서니가 체포된다. 서니에겐 가족을 죽인 기억이 전혀 없고, 신부는 서니가 정말로 악령에 빙의됐음을 깨닫는다. 신부는 윗선에 구마를 해야 한다고 알리지만 상부에서 이를 믿지 않자 독단으로 구마를 진행하다가 악령이 옮겨붙게 된다. 집은 다시 시장에 나온다.

## 출연
- 제임스 올슨 - 프랭크 어담스키 신부 역
- 버트 영 - 앤서니 몬텔리 역
- 루타냐 알다 - 덜로리스 몬텔리 역
- 잭 매그너 - 서니 몬텔리 역
- 다이앤 프랭클린 - 퍼트리샤 몬텔리 역
- 브렌트 캐츠 - 마크 몬텔리 역
- 에리카 캐츠 - 재니스 "잰" 몬텔리 역
- 앤드루 프라인 - 톰 신부 역
- 리어나도 치미노 - 교구장 역
- 모지스 건 - 터너 형사 역
- 테드 로스 - 부스 씨 역
- 마틴 도너건 - 코테즈 형사 역

## 서적
- Curti, Roberto (2019). 《Italian Gothic Horror Films, 1980-1989》. McFarland. ISBN 978-1476672434.